# Dans l'ombre
Production
Diffusion
Dans l'ombre est une série télévisée franco-belge en six épisodes réalisée par Pierre Schoeller et Guillaume Senez d'après un scénario de Pierre Schoeller, Lamara Leprêtre-Habib et Cédric Anger, d'après un livre d'Édouard Philippe et Gilles Boyer, et diffusée pour la première fois en Belgique le 1er octobre 2024 sur La Trois et en France le 30 octobre 2024 sur France 2.
Cette fiction, qui est une adaptation du thriller politique de même titre écrit en 2011 par l'ancien Premier ministre Édouard Philippe et son ancien conseiller spécial Gilles Boyer, est une coproduction d'Elzévir Films, Deuxième Ligne Films, Pictanovo, Panache productions, la Compagnie Cinématographique et la RTBF (télévision belge), réalisée avec la participation de France Télévisions ainsi que le soutien du Tax Shelter du gouvernement fédéral belge et des régions Hauts-de-France, Île-de-France et Normandie,,,,.
Au Festival CreaTVty de Sète en octobre 2024, le jury présidé par Nadia Farès décerne le prix du meilleur scénario à Pierre Schoeller.

## Synopsis
Paul Francœur vient de remporter les primaires de son parti. Cette victoire lui permet de se lancer dans la campagne présidentielle. César Casalonga, son principal conseiller, doit éviter les attaques des autres candidats tout en gérant les tensions au sein de sa famille politique. 

## Distribution
- Swann Arlaud : César Casalonga, conseiller politique de Paul Francœur
- Melvil Poupaud : Paul Francœur
- Karin Viard : Marie-France Trémeau, concurrente de Paul Francœur
- Evelyne Brochu : Marylin, directrice de la communication de Paul Francœur
- Philippe Uchan : le Major
- Sofian Khammes : Texier
- Baptiste Carrion-Weiss : Jérémie Caligny
- Éric Paradisi : Démosthène
- Maud Wyler : Leïla Argument
- Clara Antoons : Iris Francœur
- Étienne Beydon : Benjamin Pinguet
- Gautier Boxebeld : Mukki
- Boris Terral : sénateur Pinguet
- Muriel Combeau : Olympe
- Catherine Salée : la Walkyrie
- François Raison : Guillaume Vital
- Anne-Sophie Lapix : elle-même (présentatrice du journal de France 2)
- Laurent Delahousse : lui-même (présentateur du journal de France 2)

## Production

### Genèse et développement
La série est créée et écrite par Pierre Schoeller, Lamara Leprêtre-Habib et Cédric Anger, avec Édouard Philippe et Gilles Boyer, et réalisée par Pierre Schoeller et Guillaume Senez,,.
Selon le quotidien Le Parisien, la série est présentée comme « un thriller politique et une comédie corrosive sur les usages de la politique française ».
À la fin de l'été 2021, Édouard Philippe déclare lors du festival Séries Mania de Lille, vouloir « montrer que la vie politique est faite de gens qui cherchent le meilleur, des gens qui sont parfois tout à fait remarquables, qui ont des raisons de s'engager qui sont très nobles… et elle est aussi faite de cynisme, de dureté, de manœuvres, de compromis qui peuvent parfois prendre la forme de compromissions, et les deux existent ensemble, un des soucis de l'adaptation est de garder le curseur au bon endroit ».

### Tournage
Le tournage de la série a lieu du 17 avril au 2 août 2023 à Paris, à Guermantes (Seine-et-Marne) et dans la région des Hauts-de-France notamment à Cambrai,,,,,.

### Fiche technique
- Titre français : Dans l'ombre
- Réalisation : Pierre Schoeller et Guillaume Senez[1],[2],[3],[4]
- Scénario : Pierre Schoeller, Lamara Leprêtre-Habib et Cédric Anger, avec Édouard Philippe et Gilles Boyer[1],[3],[8]
- Musique : Julie Roué
- Décors : Stanislas Reydellet
- Costumes : Bethsabée Dreyfus
- Photographie : Jacques Girault
- Son : Yolande Decarsin
- Montage : Laurent Rouan
- Production : Marie Masmonteil pour Elzévir Films et Marie Dubas pour Deuxième Ligne Films[1]
- Sociétés de production : Elzévir Films, Deuxième Ligne Films, Pictanovo, Panache productions, la Compagnie Cinématographique et la RTBF[1]
- Sociétés de distribution : RTBF, France Télévisions
- Pays de production :  France /  Belgique
- Langue originale : français
- Format : couleur
- Genre : thriller politique
- Nombre de saisons : 1
- Nombre d'épisodes[1],[2],[3],[4] : 6
- Durée : 52 minutes[1],[3],[4]
- Dates de première diffusion :
  - Belgique : 1er octobre 2024 sur La Trois (RTBF)[9]
  - France : 30 octobre 2024 sur France 2[10]

## Épisodes
La série comporte six épisodes.
1. 50,47 %
2. Le Chat noir
3. La Riposte
4. Élu par la foudre
5. Danse sur un volcan
6. L'Odeur de l'essence

## Accueil

### Audiences et diffusion

#### En France
En France, la série est diffusée le mercredi à 21 h 00 sur France 2 par salve de deux épisodes du 30 octobre au 13 novembre 2024.
| Épisode              | Diffusion                 | Diffusion            | Audience moyenne          | Audience moyenne                       | Audience moyenne         | Audience moyenne | Réf.   |
| Épisode              | Jour                      | Horaire              | Nombre de téléspectateurs | Part de marché (sur les 4 ans et plus) | Part de marché (FRDA-50) | Classement       | Réf.   |
| -------------------- | ------------------------- | -------------------- | ------------------------- | -------------------------------------- | ------------------------ | ---------------- | ------ |
| 1                    | Mercredi 30 octobre 2024  | 21 h 00 - 21 h 50    | 2 330 000                 | 11,7 %                                 | 2,4 %                    | 3e               | [ 11 ] |
| 2                    | Mercredi 30 octobre 2024  | 21 h 50 - 22 h 50    | 1 810 000                 | 10,5 %                                 | 2,4 %                    | 3e               | [ 11 ] |
| 3                    | Mercredi 6 novembre 2024  | 21 h 00 - 21 h 50    | 1 470 000                 | 7,6 %                                  | 2 %                      | 3e               | [ 12 ] |
| 4                    | Mercredi 6 novembre 2024  | 21 h 50 - 22 h 45    | 1 280 000                 | 7,5 %                                  | 2 %                      | 4e               | [ 12 ] |
| 5                    | Mercredi 13 novembre 2024 | 21 h 05 - 21 h 55    | 1 320 000                 | 6,9 %                                  | 2,1 %                    | 4e               | [ 13 ] |
| 6                    | Mercredi 13 novembre 2024 | 21 h 55 - 22 h 50    | 1 150 000                 | 7 %                                    | 2,1 %                    | 4e               | [ 13 ] |
|                      |                           |                      |                           |                                        |                          |                  |        |
| Moyenne de la saison | Moyenne de la saison      | Moyenne de la saison | 1 560 000                 | 8,5 %                                  | 2,2 %                    |                  | [ 14 ] |

- Les plus hauts chiffres d'audience
- Les plus bas chiffres d'audience

### Distinction
- Festival CreaTVty de Sète 2024 : prix du meilleur scénario pour Pierre Schoeller[6]